# Embraer EMB-821
O Embraer EMB-821 "Carajá" é um avião bimotor turboélice comercial produzido no Brasil pela Embraer e, posteriormente, por sua subsidiária Neiva, sob licença da norte-americana Piper Aircraft.
Trata-se de uma remodelação do Embraer EMB-820 "Navajo", que por sua vez era a versão do Piper PA-31 Navajo Chieftain.
Em 1984, a Embraer apresentou o projeto do Carajá, cuja principal alteração foi a substituição dos motores a pistão Lycoming, de 350 hp cada, que usavam gasolina de aviação, por dois motores turboélice Pratt & Whitney PT6, de 550 HP, movidos a querosene de aviação. A mudança visava os clientes da aviação executiva. 
O novo bimotor turboélice foi desenhado para transportar até oito passageiros e foi apresentado em 27 de outubro de 1984, durante a "I Revoada Nacional de Velhas Águias", no Aeroporto de Bacacheri, em Curitiba.
Em 1986, a Embraer lançou a venda da aeronave pelo sistema de consórcio, o que resultou na comercialização de 28 unidades em menos de dois meses.
Teve grande aceitação no mercado de táxi aéreo.
Acabou apelidado de "Carajato" em função da sua performance e velocidade.